# Hyundai Veloster
Hyundai Veloster — субкомпактный хетчбэк, выпускающийся Hyundai с 2011 года. Продажи начались 10 марта 2011 года в Республике Корее и в конце 2011 года в США. Впервые автомобиль был представлен 10 января 2011 года на Североамериканском международном автосалоне в Детройте. В своем сегменте Veloster заменил Hyundai Tiburon. Уникален автомобиль тем, что со стороны водителя имеет 1 дверь, а со стороны пассажира — 2. Цены в США стартуют с отметки 17800 долларов США.
Автомобиль официально продавался в России с 2012 до 2016 года.

## Первое поколение

### Появление
В мае 2007 года Hyundai объявили, что собираются выпускать молодёжный автомобиль под названием Veloster, который будет сделан с упором на дизайн. В сентябре того же года компания представила концепт-кар автомобиля на автосалоне во Франкфурте. Ожидалось, что конечную версию покажут в январе 2008, однако компания временно заморозила проект, и снова вспомнила о нём только в июне 2009 года. В декабре 2010 года компания заявила, что автомобиль будет иметь с 1 стороны 1 дверь, а с другой — 2, а также рассказала о двигателях. В январе 2012 года автомобиль был представлен на автосалоне в Детройте. В августе 2012 года компания заявила, что намеревается также выпустить заряжённую версию автомобиля. Автомобиль также был показан выставке Моторшоу-2013 в Белоруссии.

### Технические характеристики
Veloster доступен с 3 бензиновыми двигателями объёмом 1,6 литров, причём турбированный Gamma TCi GDi G4FJ автомобиль получил первым среди других автомобилей компании. Он доступен в 2 версиях: 186 и 204 лошадиные силы. Коробки передач 3: 6-ступенчатые механическая, автоматическая и роботизированная.

### Награды и отзывы
- В сентябре 2011 года автомобиль был номинирован на звание «Автомобиль года» в Европе[9].
- В октябре того же года Veloster был номинирован на звание «Автомобиль года» в США[10].
- Журнал Playboy высоко оценил автомобиль в декабре того же года[11].
- В ноябре 2012 года Hyundai выплатила компенсацию владельцам Veloster за то, что занижала показания расхода топлива автомобиля[12].
- В марте 2014 года американские специалисты аналитического агентства Vincentric составили список самых выгодных автомобилей. Hyundai Veloster был назван самым выгодным субкомпактным автомобилем[13].

### Интересные факты
В июне 2013 года Hyundai создали версию автомобиля «Zombie Survival Machine» для защиты в случае зомби-апокалипсиса. Он был показан на выставке любителей комиксов Comic-Con в Сан-Диего. Этот автомобиль также присутствует в игре для смартфонов.
- Вид со стороны пассажира

## Второе поколение
Дебютировал на Североамериканском международном автосалоне в 2018 году. Выпускался до 2022 года.